# 塵砂追憶
《塵砂追憶》是由亞次圓所著的台灣輕小說作品，由Cola負責插畫繪製，由尖端出版負責發行出版。

## 簡介
2028年，全球性的「大災變」事故，使得數千年來人類堆積而成的文明在剎那間崩解。特種災變情報局(SCRA)情報員亞克在事發當天昏迷，醒來後世界已成了廢墟、空無一人了。之後探查附近時則意外發現了奇蹟生還的白髮少女紗兒，成為了他唯一的救贖，彼此互相依偎生存。多年之後，亞克總頻繁地回憶起過往的世界，並不斷尋找重建人類文明的可能。

## 出版書籍

### 輕小說
| 集數 | 尖端出版       | 尖端出版               |
| 集數 | 發售日期       | ISBN                   |
| ---- | -------------- | ---------------------- |
| 1    | 2021年02月08日 | ISBN 978-957-10-9305-5 |
| 2    | 2021年02月08日 | ISBN 978-957-10-9306-2 |

## 主題曲
Lost WorΛd MΣmΟry
中提琴：甘威鵬 Weapon Gan，作曲：DeathscytheX
不可憶 [ 幻夢 ]
作詞：亞次圓 Ylias，主唱：睦月 Mutsuki，作曲：李依哲 Phycause(摺紙音樂 Origami Music)，編曲：DeathscytheX(歧響音樂 Dyverse Studio)

## 外部連結
- 塵沙追憶官方網頁[]
- 亞次圓的youtube頻道 （页面存档备份，存于）